# 山本空外
山本 空外（やまもと くうがい、1902年9月13日 - 2001年8月7日）は、哲学者、浄土宗の僧。

## 経歴
1902年、広島市南区金屋町生まれ。旧名・幹夫。1926年、東京帝国大学文学部哲学科を卒業。
1927年より（旧制）山形高等学校教授、1929年より広島文理科大学助教授。1929から1931年まで欧米に留学して学ぶ。1935年「哲学体系構成の二途 プローティーノス解釈試論」を提出して文学博士号を取得。1936年より広島文理科大学教授。1945年に被爆し、同年望月信亨のもとで出家する。1947年、広島文理科大学を退官する。1952年より愛媛大学文理学部教授をつとめた。1953年、法蓮寺住職となり、また広島大学文学部教授となった。1966年に定年退官し、名誉教授となった。
1974年、財団法人光明会上首。1989年には「空外記念館」が開設され、理事長を務めた。

## 家族・親族
- 妻の父は地理学者、言語学者として知られる中目覚。[1]

## 著書
- 『哲学体系構成の二途 プローティーノス解釈試論』山本幹夫 目黒書房 1936
- 『弁栄聖者の人格と宗教 現代の宗教読本』山本幹夫 大東出版社 1936
- 『国民学校の道徳教育』山本幹夫 明治図書 1940
- 『国家倫理の構造』山本幹夫 目黒書店 1941
- 『ナチス思想論』山本幹夫 アルス ナチス叢書 1941
- 『法然仏教とわが国体思想』山本幹夫 法然上人鑽仰会 1941
- 『念仏の哲学』山喜房仏書林 1975
- 『いのちのみのり』光明修養会 1977
- 『十二光 自己が自己になれる生き方』光明修養会 1978
- 『空外墨跡』松山光明会 1980
- 『心の芸術と宗教』光明修養会 1981
- 『無二的人間』光明修養会 1984
- 『いのちの讃歌 山本空外講義録』龍飛水編 無二会 2007
- 『書論体系』山本空外上人奉賛会 2013

### 共著編
- 山崎弁栄『弁栄上人書簡集』校訂編集 光明修養会 1969
- 『生命(いのち)を讃える』有本忠雄聞き手 空外記念館 1993
- 『念仏生活 法然、弁栄両上人に学んで』金光寿郎聞き手 空外記念館 1995

## 注
1. ↑  空外記念館